# Christof Antoon Bekker (1830-1895)
Christof Antoon Bekker (Winschoten, 30 april 1830 – Kampen, 3 februari 1895) was een Nederlands violist.

## Familie
Hij werd geboren binnen het gezin van dan dans- en muziekmeester Christof Antoon Bekker en Maria Broese/Broeze. Zijn broers Okko Jacobus Bekker (1817-1904), Petrus Rudolf Bekker en Johannes Henderikus Bekker gingen eveneens de muziek in. Hijzelf trouwde met Anna Alida Zussen. Uit dat huwelijk kwamen de volgende muzikanten voort:
- zoon Christof Antoon Bekker (1863-1939) werd violist
- zoon Jacques Bekker eveneens
- dochter Anni Bekker (Johanna Petronella Margaretha, Kampen, 1869 – Voorburg, 1944) werd pianiste, ze huwde Henri Albert Maris, organist te Groningen en zoon van Jan Maris.

Hij stierf na een lang ziekbed.

## Muziek
Zijn muzikale opleiding kreeg hij van zijn vader, die na Winschoten ook muziekmeester was in Vlissingen, toen het gezin daarnaartoe was verhuisd. De jonge Bekker gaf in 1840 zijn eerste concert. Hij verhuisde op achttienjarige leeftijd naar Bolsward om daar muziekonderwijzer te worden. Acht jaar later was hij te vinden in Den Helder, hij is dan kapelmeester. In 1868 ging hij in Kampen wonen. Hij werd er muziekdirecteur bij de stedelijke muziekschool en werd leider van zangverenigingen "Gemengd Koor" en "Euterpe". In 1890 haalde hij Johan Messchaert en Johan Rogmans naar Kampen om daar Die Schöpfung van Joseph Haydn te komen zingen. Een jaar eerder zorgde hij voor een uitvoering van Korsfarerne van Niels Gade. 